# Moita (Sabugal)
Pour les articles homonymes, voir Moita (homonymie).
Moita est une freguesia portugaise de la municipalité de Sabugal. Elle est constituée de Moita Jardim et Terreiro das Bruxas. Sa superficie est de 6,75 km² et elle comptait 173 habitants en 2001.

## Patrimoine
- Église paroissiale dédiée à Saint Pierre
- Chapelle du Martyr Saint Sébastien
- Chapelle de Notre Dame de "Bom Parto" (Bonnes Couches)
- Fontaines romaines
- Four communal

## Patrimoine archéologique
Là où anciennement était située Moita, on a trouvé divers objets d'époques révolues, restes d'anciens fours en étain, etc. On trouva, entre autres, une image d'un Saint, qui se trouve au musée municipal de Sabugal.

## Fêtes
- Fête du Saint Sacrement 3e dimanche d'août à Moita Jardim
- Fête de Notre Dame de Bom Parto : 1er dimanche de mai à Terreiro das Bruxas